# Корольков Іван Федорович
Іва́н Фе́дорович Королько́в (25 березня 1906 — 22 березня 1979) — капітан Червоної армії, учасник німецько-радянської війни, Герой Радянського Союзу (1944).

## Біографія
Іван Корольков народився 25 березня 1906 року в селі Митьково (нині — Жарковський район Тверська область). Після закінчення неповної середньої школи працював помічником начальника, начальником залізничної станції. У 1928—1930 роках проходив службу в Робітничо-селянській червоній армії. У жовтні 1942 року Корольков повторно призваний до армії. З грудня того ж року — на фронтах Великої Вітчизняної війни. У боях тричі був поранений і контужений. До березня 1944 гвардії молодший сержант Іван Корольков був автоматником мотострілецького батальйону 21-ї гвардійської механізованої бригади 8-го гвардійського механізованого корпусу 1-ї танкової армії 1-го Українського фронту. Відзначився під час форсування Дністра.
23 березня 1944 року Корольков серед перших у бригаді під масованим ворожим вогнем переправився через Дністер у районі села Репужинці Заставнівського району Чернівецької області Української РСР і взяв активну участь у захопленні й утриманні плацдарму на його правому березі. Корольков брав участь у відбитті трьох запеклих атак чисельно переважаючого супротивника, зумівши втриматися на зайнятих позиціях до підходу основних сил.
Указом Президії Верховної Ради СРСР від 26 квітня 1944 року за «мужність і героїзм, проявлені при форсуванні Дністра і утриманні плацдарму на його західному березі» гвардії молодший сержант Іван Корольков був удостоєний високого звання Героя Радянського Союзу з врученням ордена Леніна і медалі «Золота Зірка» за номером 2420.
Після закінчення війни І. Корольков продовжив службу в Радянській армії. У 1953 році в званні капітана він був звільнений в запас. Проживав у Москві, працював в Університеті Дружби народів. Помер 22 березня 1979 року, похований на Востряковському кладовищі Москви.
Був також нагороджений орденом Червоної Зірки і поруч медалей.
На честь Королькова названа вулиця в Заставні.

## У мистецтві
Живописний портрет Героя у 1969 році написав художник Мартем'ян Казарбін.